# Adolf Müller
Adolf Müller (ur. 11 kwietnia 1914, zm. 7 lipca 2005) – szwajcarski zapaśnik walczący w obu stylach. 

## Kariera sportowa
Brązowy medalista z igrzysk w Londynie 1948 w kategorii 62 kg w stylu wolnym. W stylu klasycznym odpadł w eliminacjach.
- Turniej w Londynie 1948 – styl klasyczny

Przegrał ze Norwegiem Egilem Solsvikiem i odpadł z turnieju.
- Turniej w Londynie 1948 – styl wolny

Wygrał z José Lópezem z Kuby, Hindusem Sarjarao Suryavanshim, Antoinem Raeymaekersem z Belgii i Brytyjczykiem Arnoldem Parsonsem, a przegrał ze Szwedem Ivarem Sjölinem.